# Kasteel van Wurfeld
Het Kasteel van Wurfeld (ook: Kasteel Wurfeld) is een kasteel in het Maaseikse gehucht Wurfeld, gelegen aan Kapelweg 60.
Het gebouw werd omstreeks 1640 gesticht door de gebroeders Willem en Jacob Croll, die kanunnik waren aan het Onze-Lieve-Vrouwekapittel te Maaseik. Dezen stichtten de Sint-Laurentiuskapel en bouwden daarbij een omgracht verblijf van twee verdiepingen, boven op een gewelfde kelder. Dit werd de kern van het huidige kasteel. Kasteeltje en kapel werden tijdens de Franse tijd niet onteigend en bleven bezit van de parochie van Maaseik. In 1840 werd het kasteeltje aan een particulier verkocht, en in 1900 werd het uitgebreid door de toenmalige kasteelheer, Ludovic Nagels. In 1913 en 1938 volgden nog uitbreidingen in eclectische stijl, door de bewoners Stéphanie Nagels en Adelin de Fraipont. Het kasteel ging Sans Souci heten. In de toren bevindt zich nog een gevelsteen met het wapen van de familie Croll, afkomstig uit de oude Sint-Laurentiuskapel. Ook is er in één der kamers nog een schouw uit het originele verblijf, met opschrift: Rara est concordia fratuum (zeldzaam is de eendracht tussen broeders)
Vóór het kasteel bevindt zich een park van 2,5 ha met een aantal oude bomen, en een dreef naar de Kapelweg toe.
Tegenwoordig is het kasteel in gebruik als hotel.
Abdij van Hocht · Abdij van Sinnich · Alden Biesen · Bethaniakasteel · Burcht van Kolmont · Burcht van Bergkelder · Burcht van Loon · Commanderij van Gruitrode · Commanderij van Sint-Pieters-Voeren · De Fonteinhof · De Kapelhof · De Klee · De Termottenhof · Domein Luciebos · Rood Kasteel · Het Wit Kasteel · Hof de Méan · Kasteel Altenbroek · Kasteel Bellevue · Kasteel Borghoven · Kasteel Borgitter · Kasteel Brustem · Kasteel Carolinaberg · Kasteel d'Aspremont-Lynden · Kasteel Daalbroek · Kasteel de Borman · Kasteel de Brouckmans · Kasteel De Burg · Kasteel de Fauconval · Kasteel de Geuzentempel · Kasteel De Motte · Kasteel Den Dool · Kasteel de Pierpont · Kasteel De Schans · Kasteel Dessener · Kasteel van Duras · Kasteel Edelhof · Kasteel Engelhof · Kasteel Gasterbos · Kasteel Genenbroek · Kasteel Gingelom · Kasteel Grevenbroek · Kasteel Groenendaal (Waltwilder) · Kasteel Groot Peteren · Kasteel van Hamal · Kasteel van Henegauw · Kasteel Het Hamel · Kasteel Hoogveld · Kasteel Hulsberg · Kasteel Jonckholt · Kasteel Jongenbos · Kasteel Kaulille · Kasteel Keienheuvel · Kasteel Kewith · Kasteel Lagendal · Kasteel van Landwijk · Kasteel Leva · Kasteel Litzberg · Kasteel Magis · Kasteel Meeuwen-Gruitrode · Kasteel Meylandt · Kasteel Obbeek · Kasteel Ommerstein · Kasteel Peten · Kasteel Pietersheim · Kasteel Printhagen · Kasteel Quanonne · Kasteel Ridderborn · Kasteel Rodenpoel · Kasteel Rootsaert · Kasteel Rosmeulen · Kasteel Scherpenberg · Kasteel Sipernau · Kasteel Terhove · Kasteel Terkoest · Kasteel Terlaemen · Kasteel Ter Mottenhof · Kasteel Trockaert · Kasteel van 's Herenelderen · Kasteel van Betho · Kasteel van Binderveld · Kasteel van Blekkom · Kasteel van Bommershoven · Kasteel de Donnea · Kasteel van Gors · Kasteel van Halbeek · Kasteel van Hamont · Kasteel van Hasselbroek · Kasteel van Heers · Kasteel van Heks · Kasteel van Heurne · Kasteel van Hoepertingen · Kasteel van Kerkom · Kasteel van Kolmont · Kasteel van Loye · Kasteel van Melveren · Kasteel van Menten de Horne · Kasteel van Mombeek · Kasteel van Neerrepen · Kasteel van Nieuwenhoven · Kasteel van Nieuwerkerken · Kasteel van Nonnen-Mielen · Kasteel van Obsinnich · Kasteel van Opleeuw · Kasteel van Ordingen · Kasteel van Ottegraeven · Kasteel van Rijkel · Kasteel van Rooi · Kasteel van Rullingen · Kasteel van Schalkhoven · Kasteel van Sint-Pieters-Heurne · Kasteel van Stevoort · Kasteel van Terbiest · Kasteel van Teuven · Kasteel van Veulen · Kasteel van Wideux · Kasteel van Widooie · Kasteel van Wijer · Kasteel van Wimmertingen · Kasteel van Wurfeld · Kasteel Vilain XIIII · Kasteel Vogelsanck · Kasteel Zangerheide · Merodekasteel · Prinsenhof (Kuringen) · Rentmeesterij van Alden Biesen · Waterburcht (Millen) · Waterburcht van Meldert · Waterkasteel van Schoonbeek · Wijnkasteel Genoels-Elderen